# 職業・殺し屋。
『職業・殺し屋。』（しょくぎょう・ころしや）は、西川秀明による日本の漫画。当初は『ヤングアニマル嵐』（白泉社刊）で創刊第3号（2000年）より連載され、後に『ヤングアニマル』（同）にも2003年4号読切および同年20号 - 21号前後編掲載を経て、2004年22号より移籍連載された。作中では『職・殺。』（しょくころ）と略されることもある。単行本は全15巻、後にA5判全9巻にまとめた新装版が刊行された。
『ヤングアニマル』本誌では2010年2号にて一時終了したが、『ヤングアニマル嵐』では2011年4号より『新 職業・殺し屋。斬 ZAN』のタイトルで再開され、2014年10号まで連載された。『ヤングアニマル』本誌でも2012年7号 - 8号に前後編が掲載された。単行本は全5巻。
2015年6月20日には、本作を原作とした映画『KIRI-『職業・殺し屋。』外伝-』が公開された。監督：坂本浩一、主演：釈由美子、久保田悠来。配給：東映ビデオ、エクセレントフィルムズ。

## あらすじ
インターネットのアンダーグラウンド（通称アングラ）と呼ばれる場所に存在するホームページ「職業・殺し屋。」では、依頼者から提示された依頼料を基準に最安値で競り落とす（ただし、無料は厳禁）逆オークションと呼ばれるシステムを使い、依頼者からの殺人依頼を請けている。職業・殺し屋は「大金」に興味はない。逆オークションで獲得したわずかな依頼料のもと、殺人という快楽を求めるだけの卑しい闇の住人である。

## 登場人物
声の表記はドラマCD版である。「斬」の登場人物も併記する。

### 職業・殺し屋。
志賀 了（しが りょう） / イカレた銀髪の蜘蛛（イカレたぎんぱつのくも）
声 - アンダルシア
主人公。山谷設備に勤める営業担当のサラリーマン、29歳（1巻初登場時）。普段はぼけっとして頼りがいのない男として見られているが、正体は職業・殺し屋。を立ち上げた宮内啓が最初に接触した殺し屋にして、実力No.1の「イカレた銀髪の蜘蛛」。仕事の際は、左目の周囲に蜘蛛の、左右の肩から手首にかけて蜘蛛の巣の入れ墨がそれぞれ浮き上がり（初期は腕を螺旋状に回っていたが、作画の手間を考慮してか、やがて直線状に）、左の額･頬･顎に傷が出現、髪は逆立ち銀色となり、「蜘蛛の糸」と呼ばれる、鞭のようにしなる伸縮自在の剣を武器に依頼対象を殺していく。身体能力も常人を遥かに凌ぎ、毒の類は全て効かない。腰に下げたプレートには爆風から身を守る防護シートが仕込まれている。
殺人に性的興奮を感じる異常性癖があり、普通のSEXでは勃たない（勃っても射精にまで至らない）が、人を殺すと絶頂を迎えてしまうこともある変態。ただし蟷螂や犬飼満代など自分に殺気を向けてくる女性とはSEX可能。「太陽の息吹」の力で通常時も勃起が可能になる小夜子ともSEXできるが、アベサダ編ラストで萎えたイチモツをムリヤリ太陽の息吹で再勃起させられ蟷螂と小夜子にさんざん搾り取られるという目に遭ったことも。
普段は純朴で心優しい性格のため、女性から好意を持たれることも多い。蜘蛛である時も殺人に対する罪悪感の有無を除けば善悪の感覚は普段と余り変わらず、一応は悪人専門の殺し屋。蟷螂からは「偽善者」と非難されながらも、巻き込んだ女の子を殺したことにして密かに助けたりもしている。これは本来、職業・殺し屋。のルールからは違反する行為だが、彼を高く評価している啓からはほぼ黙認されている。
殺し屋として活動する理由は、嫌なことを全部忘れられるから。独身に見えるが実は過去に妻子を持っており、何かの切っ掛けでその妻子を殺してしまい、そのときの記憶を完全に封印している。しかし彼の家にある開かずの間（妻と子供の記憶を呼び起こす場所）に入ってしまうと、そのことを忘れるために蜘蛛にならず志賀のまま人殺しを行ってしまう。
イギリスで女郎蜘蛛と接触した際、自分が彼女と同じ「Spider bite」だったことを確信するが、その彼女を殺した快感によりそのことを忘れ去ってしまった。野村愛は女郎蜘蛛と同じように蜘蛛も記憶操作をしていると推測し、今の志賀了も本物の志賀了は殺され、S・Bが成りすましているものという可能性を指摘されていたが、日本に現れた「Spider bite」によって「S・B.00号」であったことが明らかとなる。愛に指摘されていたとおり、志賀了として日本に潜入していたが、ある日自身がS・Bだったことを思い出したことによって妻子を殺害。しかしその事実に耐えられず「自身がS・Bだった」という記憶その物を封印していた。愛の推測と違っていたのは、『志賀了』はただの行き倒れたホームレスであり、妻子は入れ替わりの後にできたものだった。Z国では知ることもなかった「愛情」を知ったことで、S・Bである過去を捨てて平穏な暮らしを全うしようとしていた。
S・Bとの決戦を前に、開かずの間に封印していた妻子の遺体と対面し、S・Bとしての記憶や妻子を殺した経緯を全て思い出すが、自分が味わった悲劇の経験を繰り返させないために「銀髪の蜘蛛」としてS・Bと戦うことを決意。最終決戦ではS・B.00´号を倒し「世界中に潜伏するS・Bを目覚めさせるキー」を手に入れたが、S・B.3号の奇襲により全身切り刻まれ瀕死の重傷を負ってしまう。しかし自分に妻子を殺させた張本人が3号だと聞かされ、殺して全てを忘れようとする暴走状態となって3号を殺害。そのまま、戦いの場であった貨物船の爆発に巻き込まれて消息不明となった。
4年後のエピローグでも生死不明のままだが、ラストシーンで殺人衝動の捌け口と救いを求めてインターネットで呼びかけ続ける人物の後姿が描かれており、記憶を無くしたままどこかで生きている可能性が示唆されている。
蜘蛛の糸（くものいと）
「イカレた銀髪の蜘蛛」こと、志賀了が愛用する武器。T字ドライバーのグリップ状の基部内に、薄く鍛えた刃をスチールメジャーのように収納しており、対象に向けて刃を射出し斬り刻む。手元で制御することで変幻自在の軌道をなす。
そのサイズに比して30メートルの鋼の刃が入っており、強度の維持や巻き戻しのためのギミックが組み込まれているため、重量は10キログラム前後となる。イギリスで発見した古い型の場合、重量は15キログラムから18キログラムにもなるが、S・Bはこれを片手で扱う。
また、分解することで高密度に押し込められた刃本体を解放射出する荒技「じゃじゃ蜘蛛」なるとっておきがあるが、使用後の回収や調整が大変かつ面倒というデメリットがある。

鞍馬めぐみ / 螳螂（マンティス）
声 - 柚木かなめ
山谷設備に勤める経理担当のOL、24歳（7巻44話時点）。
表向きはほわほわしたかわいらしい女の子だが本性は怖い姉ちゃん。仕事に際しての姿勢はクールそのもので、表の顔と仕事の顔とを完璧に使い分ける仕事師。主に手袋型の小型鎌、髪に仕込んでいる身の丈ほどの長さの大型鎌、脚部に仕込んだナイフなどで切り刻む。表も裏も仕事はきっちり真面目にこなしており、殺しの標的を綿密に調査するなどの下準備を怠らず、気に入らない相手のヘルプにされても私情を挟まずにアシストするなど几帳面で仕事熱心である。このため蜘蛛と並んでオーナー宮内啓の信頼は厚く、重要任務をオーナー権限で二人に依頼することも多い。
職業・殺し屋。の一員となる前はあるサーカスの団員で、殺しの手段である「鎌」の扱いはこのときに曲芸として習得したものである。まだ少女であったころ団長である養父にSEXを教えられ、夜は興行権を得るために地元の有力者に体を使った接待をさせられていた。その中で、次第に淫乱（ニンフォマニア）の本性に目覚めていき、あるとき義父とのSEX中に彼を殺害し、さらに駆けつけた団員たちをも次々に殺して失踪する。蜘蛛と出会った当初は対象者の死体を相手にSEXする死姦愛好家だったが、関係を持つようになってからはその性癖は薄れつつある。そして本人は否定しているものの、次第に彼のことを愛し始めている。ツンデレというよりツンエロ。
初登場時のキャラはクールそのものだったが、徐々にギャグキャラの要素が強くなった。歯に衣着せぬ（着せなさすぎる）毒舌と態度のせいで同性の仲間からは嫌われている（めぐみ自身も彼女らを徹底して嫌っている）。弱点は異様に重い生理痛で、この時ばかりはまともに動くこともできずにのた打ち回るほど。小夜子とは犬猿の仲だったが、「アベサダ」事件で協力して標的を倒してからは若干仲良くなり、蜘蛛との3Pを楽しむ間柄になった。
のちに妊娠が発覚。S･Bとの最終決戦では10号と死闘を繰り広げ、己の「鎌」を駆使し辛くも勝利するが、直後に蜘蛛を装った3号の奇襲で瀕死の重傷を負ってしまう。だが、駆け付けた小夜子が命を賭して治療し、一命を取り留めた。4年後のエピローグでは、志賀との間に生まれた息子である「綾（りょう）」をシングルマザーになって育てており、殺しの世界からは身を引いた模様。四条の妻・響子とはママ友となっている。
松田 小夜子（まつだ さよこ） / 卑し姫（いやしひめ）
職業・殺し屋。によって壊滅させられたカルト宗教の聖プロミネンス教団教祖、日出神太光の娘。20歳。
殺人能力は皆無だが、「太陽の息吹」と呼ばれる治癒能力を持つ。その代わり、身体の成長が能力の発現に伴って止まり、併せて視力も失っている。
自分の人生を捻じ曲げた教団を自らの依頼で壊滅させた後は宮内啓の計らいにより志賀の家で居候生活中。恋のライバル（?）であるめぐみには腹黒い一面も。またひどい低血圧のため、寝起きが物凄く悪い。一度嫌がらせでめぐみの仕事を奪ってヘルプとしてこき使おうとしたが、その一件では見事なコンビネーションを発揮し、口は悪いながらもお互い認め合うようになった。
S･Bとの最終決戦において、瀕死の重傷を負った蟷螂と妊娠中の子を救うために己の命を全てを賭けて治癒し、蟷螂の横で眠るように息を引き取った。
詩織（しおり） / 死織（しおり）
一般家庭の主婦。幼稚園に通う子供（男の子）がいる。家庭環境は良好で、2人目を欲しがっている。目が見えないのをいいことに、ちょくちょく志賀の家に行って小夜子で着せ替えを楽しんでいる。
惨殺（拷問）専業の殺し屋で、「一応」悪人専門。悪い子（=依頼対象）を殺して煮込んで料理にする（大抵の場合「人も食えない代物」になる）。だが殺人能力自体は皆無なため、ヘルプのルールで仲間の殺し屋をこき使っている。
「殺し」に目覚めたきっかけは、「悪い子」だった双子の姉を用水路に落として殺したことから。中村とは、一般的に見れば不倫関係（アナルセックスオンリー。「前」はあくまで夫のもの）。不倫については本人は必死で否定し、あくまでも「ご褒美」であることを強調している。殺しの際は依頼によっては対象を「即死させないため」出血防止のための針金や切断の際に麻酔を用いることもある。
「悪い子ね」と幾分かの母性をもって優しく諭しつつ、断固たるマイペースでパニック状態の対象者を切り刻む。
斬27話にてS・Bの手に掛かり、いつもの悪い子の料理場にモンドと共に拉致されて薬を盛られ、モンドと「前」で交わる中で首を切断され、駆けつけた蜘蛛の目前で死亡。首を落とされた彼女の姿が封印していた妻子の死の記憶と重なったためか、蜘蛛は大きな衝撃を受けていた。遺された夫と子供には詩織が職業・殺し屋。だという事実は伏せられテロ事件の被害者遺族として補償を受ける。エピローグの4年後の描写では、父子家庭ながら平穏に暮らしている。
中村 忠（なかむら ただし） / モンド
とある企業に勤める会社員。27歳。
ある日偶々死織の仕事を目撃したことからこの仕事に関わることになった。
都会暮らしのストレスから不眠症に悩まされていたが、「殺し」という非日常がもたらす超絶のカタルシスによって眠りを得られる。本人は空手が得意だというが、到底人を殺せるレベルではないので、基本的にヘルプで仕事（内部工作・バックアップなど）に関わっている（自ら殺人を行う場合は相手の隙を付いて高所から突き落とす方法をとる）。なかなかの二枚目のため、同僚の女性からは結構モテているが、その割には女性経験が極端に少ない。童貞喪失の相手は御犬番の事件の依頼人こと立花美礼。ついでに自分の後ろも経験済み。死織やあゆみなど職・殺の女性陣には妙に気にいられている。後に同僚と付き合うことになるが、それに関しても嫉妬されるどころか応援されている。
斬27話にてS・Bの手に掛かり、薬を盛られて死織と交わる中で生死不明の状態で発見されたが後に生存が判明し、4年後のエピローグでは重度の記憶障害は残るものの、社会復帰できるまでに回復した様子が描かれた。
Mr.AA（ミスターエーエー）
どこにもない、誰でもない殺し屋。
孤児院育ちで、生まれた場所も親の存在も知らない。定住所も無く、知り合った風俗嬢の家を転々としつつ根無し草の生活を送っている。関係を持った風俗嬢の話だと、森本レオのような安らぎを感じさせる声をしているらしい。
プリペイド式携帯電話とノートパソコンとデジタルカメラとモバイルケーブルの4つは必ず携帯する。シャイなので顔が出ない（ただしシルエットの顔立ちは比較的整っている）。そのため落札者が複数出ない限り、殺しは全て自分1人で行う。とはいえど細川一二三のような「職、殺。」の同業者や佐藤のような警察の麻薬取締係など多くの人間と何らかの形で関わる形となり、関わった人間の数なら蜘蛛に匹敵する。
彼が請ける依頼の落札価格は常に逆オークションの限界値（後述）である1円。悪人専門の殺し屋で、仕事の際はモバイルケーブルによる絞殺からの背負い投げ（発達した背筋と、柔道家の如くガッシリした太目の筋肉質な体型をしており、ジャンプ力も人並み以上）。
殺しに目覚めたきっかけは、孤児院の先生から「人に喜ばれることをしなさい」と教えてもらったことと、その先生が実は裏で臓器密売に関わっていたことを知り、さらにその犠牲者の中にいつも一緒にいた女の子がいたことを知ったため。
斬31話にて7号に奇襲を仕掛けるも返り討ちにあうが、最後の力を振り絞って動きを拘束し、綾子の手榴弾による自爆の一助となった。
You（ユー）
解離性同一性障害持ちの女性。本来は「あゆみ」という女性だが、幼いころから受けた虐待が元で他に3つの人格が生まれた。「You」は虐待者を殺す存在として生まれた人格で、蹴り技を主体とする卓越した体術の持ち主。ただしYouが表に出られる時間は1時間が限度であり、1時間が過ぎると全ての人格は6時間は目覚めないため、最強であり最弱の存在。この弱点のため、仕事は全てヘルプを必要とする。職・殺にはYouで登録しており、一番偉い人格。
自らを『数式』と称しており、それ故に一二三がやろうとしている『美しい数式』を良く解っている。後に意味を察した一二三から、Youの数式は「シンプルで美しい数式」だと賞賛された。
ESSとの最終決戦にも参戦し、体術で雑兵を蹴散らしていた。
斬25話にてSPIDER・BITE（3号）の襲撃に遭い殺害されてしまうが、最後にSkypeで啓に映像メッセージを遺していた。また、他の人格もモンド・一二三といった関わった「職・殺。」メンバーにそれぞれ遺言を残した。
あゆみ
普通の女性。主人格であり、普段は「あゆみ」として生活している。
一郎（いちろう）
虐待者から守ってもらう存在。男でホモ。剛胆。モンドの肛門を虐待する。
エミ
愛を求める存在。小学生。

赤松（あかまつ）
場末のバーテンダー。元々は職業・殺し屋。の反逆者「双頭の蛇」の一件で知り合った依頼人が唯一心を許せるボディーガード。
寡黙にして冷徹、女々しいことを大いに嫌う硬派な性格。ロシアン・コンバット編で妻に携帯がつながらないことを嘆く四条に立腹、携帯を握りつぶしてしまったこともあった。だが、情には脆い巨漢の男である。元はプロボクサーだったが、生活を支えるための副業中に拳を負傷して、引退を余儀なくされる。荒みきっていた所を極道の組長に拾われ、用心棒として仕えていた。その組自体は昔気質の真っ当な組であったが、組長の娘である薫を除いて「双頭の蛇」に皆殺しにされてしまう。そのことで職業・殺し屋。を逆恨みし、志賀に襲いかかって彼の腕をヘシ折ったがその場は痛み分けに終わり、宮内啓の判断で裏切り者となった「双頭の蛇」を粛清するための臨時ヘルプとして志賀を手助けすることになる。
かつては心臓に障害を抱え（組長をかばって受けた銃弾による）、負担をかけすぎたため「双頭の蛇」抹殺後に一度死にかけたが、啓と薫の交渉の結果、太陽の息吹で一命を取り留め、数度の治療で完治。その後は恩返しという形でヘルプ専門の殺し屋となった。
阿修羅と菩薩の姿がそれぞれ彫り刻まれたナックルガードを装備しての拳闘「修羅の左」「菩薩の右」が武器。パンチ力は世界チャンプ級でスピードでも犬淵を凌ぐ。単純なパンチ力だけならば職業・殺し屋。で最強の存在。
自らのファイトスタイルをボクシングと呼ばれることを嫌い、その都度「ボクシングじゃねぇ馬鹿野郎、拳闘だ」と言って返す。
ESS.との最終決戦でも死条とコンビを組み戦っていたが、インターネットでの書き込みに踊らされるESS.の戦闘員を「理解できない」と切り捨てるあたり、インターネットなどにはあまり興味のない昔気質が窺える。
S・Bとの最終決戦では7号との戦いで右腕を落とされ全身に傷を負うが死条に助けられて生き残る。エピローグの4年後の描写では、右腕が義手になるも薫と共にバーを営んでいる。
四条 誠（しじょう まこと） / 死条誠
声 - 夕凪孝
幼稚園の保育士を勤める青年。28歳。その真の姿は、鎌倉時代に産み出され、天皇を護るために創り出された武術「死条皇神流（しじょうこうしんりゅう）」の最終継承者。かつてアルバイト中に女性をかばって酔っ払いにナイフで刺されそうになり、反射的に拳を叩き込んで死亡させてしまったことがあり、逃亡の果てに行き倒れたところを通りかかった水原響子に救われ自首。裁判で正当防衛を勝ち取る。のちに響子と結婚、就職祝いに贈られた携帯電話で「職･殺」と出会い、殺し屋となる。
極めた力で強敵と戦い倒すことに至上の快楽を感じる戦闘狂で、請ける仕事も強い相手がいるかどうかで決めている。普段は温厚で少年のように屈託のない性格だが、戦いの際には凶暴さが剥きだしとなり、さらに自身が認める強者と出会い感情が極限まで高ぶると、髪の色が白金に変色し、後ろ髪を留めている髪飾りが解けて一般人ですら寒気を覚えるほど凄まじい殺気を放つ。強敵を求める貪欲さから、密かに蜘蛛との対戦も望んでいる。
実力は職業・殺し屋。の中でも最強クラスで、非ずの村編にて敵に操られ蜘蛛と戦った際には、ほぼ互角の戦いを見せ彼を追い詰めたほど。しかし、冷徹に殺しに徹する蜘蛛に比べて戦闘を楽しもうとするための詰めの甘さや、精神的な未熟さ、愛する者を持つがゆえの弱さがあり、そこを突かれてあと一歩のところで敗北した（その後、二人とも戦いの記憶を消去されている）。
同じ徒手空拳の戦いをするため赤松とコンビを組むことが多く、ロシアン・コンバット編やESS.との最終決戦で共闘しているが、無邪気すぎる彼の性格には赤松もあきれ気味である。
S・Bの20号と対峙し、圧倒的な戦闘力で優位に立つも上述の「甘さ、未熟さ、弱さ」が災いし、響子に変装した20号に動揺した隙を突かれて手足を斬り飛ばされるほどの重傷を負わされてしまう。直後に駆けつけた赤松と満代に助けられて治療を受けるがダメージは大きく、回復の見込みも不明のまま啓の家で保護されていた。S・Bとの最終決戦で、7号に殺害されようとしていた赤松と一二三のもとに駆けつけて二人を救い、7号と対戦。先のダメージが癒えないままの戦いながらも一二三の矢と赤松の菩薩のナックルを着けた拳を叩き込んで勝利し、同時に限界を超えた全身が崩壊するという壮絶な最期を遂げた。
細川 一二三（ほそかわ ひふみ） / 数学大好き
白泉女子大学の数学助教授。学生時代はアーチェリーをやっていた。シュリニヴァーサ・ラマヌジャンに例えられるほどの卓越した数学者で、故に同業者から疎まれ孤立。現在の大学へ飛ばされている状態。しかし本人は数学のこと以外に何の興味もないので、それはどうでもよいと思っている。同じ大学の女生徒と肉体関係を持っており、唯一の関心事としている（後に結婚）。「職、殺。」の面子では比較的珍しい知識人出身者でもある。
職業・殺し屋。となったきっかけは完全犯罪の定理を周囲に証明するためなので、殺しの際は必ずヘルプの立会いを必要とする。最初の殺人では田島綾子の立会いの元、血液に化学反応して瞬時に融解する氷の矢「レイズ・アロー」を使い、かつての恩師を射殺した。この矢は氷結した状態ながら樹脂のように柔軟なしなりを持つ。
「必ず自らの殺しを見てもらわなくてはならない」一二三と「誰にも自らを見られたくない」Mr.AAでコンビを組んでしまったこともある。
出番は少ないが、ESS.との最終決戦ではアーチェリーでセスナ機を連鎖的に撃ち落とす、自爆装置の起動電波をジャミングするなどの援護を行い、陰ながら「職・殺」の勝利に貢献した。
S・Bとの最終決戦では友人であるMr.AAを殺害されたことで激昂、しかし7号に殺されかけるも死条に助けられ、生き残る。エピローグの4年後の描写では、Mr.AAが最後に送ったメールを見ながら彼を回想していた。
火室 魔由香（ひむろまゆか） / 炎の魔女
日本屈指の大資本家・火室コンツェルンの総帥（財力ならばオーナーの宮内啓のそれも凌駕する）。16歳（初登場時）。性格は怒りっぽく我侭で、執事の風間に対してはツンデレ気味。10年前に屋敷の放火で両親を失いその犯人を追っているため、標的は放火犯のみ。火事から逃げ延びた際に全てを焼き尽くす赤い炎に魅せられ、仕事の際は3000度の熱に耐える耐火服を身に纏い、吸引した者を跡形も残さず焼き尽くす薔薇型の特殊な試薬「炎香剤」を使用する。お気に入りは赤色の「炎の魔女（フランメヘクセ）」。
大富豪のため、出来るだけ安く落札する逆オークションのシステムには不満がある模様。第14巻では螳螂への嫌がらせのために仕事を1円で落札し、表向きにはメイドとしてヘルプでこき使ったことがある。
ESS.との最終決戦では大富豪の財力を以って宮内家の工事現場に巨大なスライサーを作り上げ、ESSの戦闘員の大半を人肉ミンチにした。
斬29話にて両親の仇であるS・B（38号）と対峙するも、力およばず犯されてしまう。しかし、そこへ駆けつけ38号にしがみつく風間と共に『極上の炎の魔女』を発動させ、共に炎の中へと消えた。後のニュースで火室邸全焼の件が報道された際は、魔由香は行方不明として報道されている。
風間（かざま）
火室魔由香に仕える執事。魔由香とは「真紅の絆」で結ばれており、主従関係を超えた間柄。魔由香の仕事のサポートを一手に引き受けている専属ヘルプのような存在。「炎香剤」や専用の耐火服も彼が開発した。
顔の左半分に10年前の放火で負った火傷の痕があり、薔薇が描かれた布で隠している。
斬29話にて火室邸が襲撃された際に一度倒されるも、魔由香の危機に再び立ち上がって38号の動きを拘束、魔由香と共に『極上の炎の魔女』を発動させ、共に炎の中へと消えた。
田島 綾子（たじま あやこ）
中学校教師。26歳（一巻初登場時）。依頼人として助けを求めた際、オーナーの宮内啓自らが参加。自らの意志でこの道を選んだ。仕事の際は鉄パイプによる殴打を用いる。恋人関係にある啓との生活を妨げるものは何であっても許さない。啓の母親に嫉妬しているなど、典型的なヤンデレ。似たような恋愛観を持つせいか、死織とは気が合う。
元ネタは、作者が「まみやこまし」名義で描いていたエロ漫画のキャラクター。
斬31話にて宮内邸がS・Bによる襲撃を受けた際、7号により犯され斬撃で深手を負わされてしまうが、『職業・殺し屋。』としてのプライドで手榴弾による自爆を決行した。
AYA・（アヤ）
『斬』22話から登場。「職業・殺し屋。」の新人で、中性的な容姿の少年。紐を自由自在に操ることができ、作中において何度も高度なあやとりの技を披露している。
オーナーの啓が自ら参加した殺人を、同伴していた蜘蛛がずっと気を張り巡らせていたのにもかかわらず、一切気付かれることなく目撃。これをきっかけに啓と接触し『蜘蛛が実力を認めたら上位ランキングの一員にする』という約束を交わし、蜘蛛と直接対面する機会を作ってもらう。後に蜘蛛と接触した際には、全く気配を読ませない、制空権に易々と進入する、攻撃の初動を読み全ての流れを去なす――など、実際に『相当な実力者』と言わしめるほどの実力を示してみせた。上位ランキング入りしてからは、全ての依頼を1円で落札して独占したり、白昼堂々Korotter（職・殺用Twitter）で実況しながら殺人を行ったりと調子に乗った行動で他のメンバーから反感を買ってしまい、上位ランカーの一人一人から釘を刺される事態となった。
殺人方法は紐を用いた人体切断で、一見普通に見えるような紐を用いたり、刃で形成された紐を用いたりして、快楽のままに『殺・取り』を楽しむ。
その正体はS・Bの統率者「00´号（ゼロ・ダッシュ）」。ハンバーガーなど、Z国にいたころは食べられなかったジャンクフードが大好物。
野村 愛（のむら あい）
12歳（最終巻時点）。啓の近所に住む少女で、ネット内のオンラインゲームで出会って以来啓に好意を抱いている。共働きのため昼間は家にいない両親から与えられたPCがコミュニケーションの主体となったことで、しゃべることをやめたデジタルネイティブ。そのため会話はチャットで行わなければならない。チャットでは綾子を情婦と呼び、子供らしからぬ卑猥な発言（また下着が透けて見える肌着に身を包み、自慰もしている）も飛び出すが、素顔は年齢の割に幼く、寂しがりやの少女である。
6年前・わずか6歳にして「職業・殺し屋。」のサイトと、サーバーをランダムに高速移動して寄生運営する「ゴースト・システム」を開発した天才少女（幼女）で、彼女が職業・殺し屋。のサイトを管理運営するための機材、電力全てを啓が賄っている。ESS.との最終決戦では検索サイト『WORLD』に極悪ウイルスを仕込んで開発者である神野一の性格を利用して発動させ、完全に『WORLD』を消滅させた。
S・Bの最終決戦から四年後のエピローグでは、満代の下でサイバー技術を駆使してテロリストと戦う成長した姿が描かれている。
宮内 啓（みやうち けい）
「職業・殺し屋。」のオーナー、14歳（一巻初登場時）。宮内建設の跡取り。暴力を振るう父親から愛する母親を助けるために職業・殺し屋。を立ち上げ、最初に召喚した蜘蛛と共に父親を殺した。母親は植物状態であり、日々の身体のケアは欠かせない。父親の暴力を免れるため計算して全てのテストで「70点」を取るようにしている辺り頭も切れる。
田島綾子とは教師と生徒の枠を超えた愛し合う関係。ほぼ内縁の夫婦に近い状態であり、当初は必ず名前の後に「先生」を付けていたが、後には呼び捨てにすることも多くなる。立場上、仕事にはあまり参加しないが、時々大きな依頼など（聖プロミネンス、御犬番、平松流など）で指示を出すことがある。普段あまり笑うことはないが、父親を殺した時と、ESS.の狂信者のモニュメントとコメントを見て大笑いしている。そしてESS.の狂信者を挑発するようにTVのワイドショーのインタビューに答えたりと、大胆不敵な一面もある。
殺し屋サイトを立ち上げて以降、最初はあくまで管理人というスタンスだったが、大仕事でオーナー特権を以って蜘蛛や螳螂をこき使うようになる。それは彼なりの「信頼の証」であり、常人とは違う次元ながら豊かな人間関係を築いている。
S.Bとの抗争では、00´号の正体を現したAYAが宮内邸を襲撃した際に強化装甲服を着用して満代とともに駆けつけ、地下室に侵入した7号と対戦。「職・殺を嘗めた」7号に怒りの一撃を与えたが、力およばず倒されてしまう。駆けつける前に蜘蛛に映像を送っており、その中で、自分が職・殺を立ち上げた本当の目的が誰かとの心の繋がりを求めてであったこと、そして蜘蛛を信じているというメッセージを残していた。その後、直前に目覚めた母親に寄り添われ、自分が「繋がり」を得られたことに満足しながら、崩壊する地下室の瓦礫の中に消えていった。
セカンドクラス（仮称）
「職業・殺し屋。」のメンバーだが蜘蛛たちトップクラスほど高い能力も持たない者たち。オーナー特権による大規模な作戦では死体の処分や証拠の隠滅などのバックアップを行う。
能力は精々一般人に毛が生えたレベルだが、躊躇なく人を殺せる異常者達。彼らに言わせれば職・殺は「自分が望む時に殺人が出来る居心地の良い場所」とのこと。
ESSとの最終決戦では死体処理などの陰の業務に携わっていたが、ESS.の戦闘員たちの自爆テロにより作戦に参加していなかった者も含めて多数が死亡。

### 粛清された過去の所属者
山背風（やませ）
10話に登場。普段は温泉旅館の支配人をしている老人。殺しの武器は鉈。依頼人を殺し金品を奪ったため粛清対象となり、蟷螂に顔を輪切りにされて死亡。
双頭の蛇（そうとうのへび）
35-40話に登場。笑い顔と泣き顔の仮面のような表情が特徴の双子の殺人者。本名は不明。「嬉しい」が口癖の笑い顔が兄で、「悲しい」が口癖の泣き顔が弟。殺しの武器は昆虫標本のそれと似た長釘で、相手に投げつけて串刺しのめった刺しにする。ホモの関係にあり、兄は弟の手でないと性欲を満たせないらしい。
昆虫採集が趣味で、幼いころ捕まえた昆虫に注射針を刺したことに端を発して「串刺し」の快感に目覚める。現在は買い上げた公団住宅の一角の中で世界中の昆虫を飼育しており、その資金の捻出と、「串刺し」による殺人願望を満たすための手段として職業・殺し屋。に入る。しかし、できるだけ安く落札する逆オークションのシステムは資金稼ぎにはデメリットであり、あるヤクザの組長を標的として殺害した際に金品を強奪し、さらに周囲にいた組員も皆殺しにしたことから裏切り者として粛清対象にされる。
オーナー宮内啓の指令で来た蜘蛛と、殺された組長の娘の薫、元組員の赤松と対戦。女性を人間爆弾に使った奇襲攻撃で一度は蜘蛛を行動不能に追い込み、薫を庇おうとした赤松も倒したが、二人の前で強姦した薫が奮起して反撃に出たことを契機に、蜘蛛と赤松も復活。弟は赤松の怒りの拳に粉砕され、兄は逃げようとしたところを蜘蛛に四肢を切断され、薫に止めを刺された。
岩男 正安（いわお まさやす）
94、95話に登場。過去に職業・殺し屋。に属していたが、より自由に殺しを楽しむため、自ら「殺人家族」なる殺し屋のサイトを立ち上げた。家族設定は父で、生真面目な中年のサラリーマン。52歳。名前は仮名であり本名は不明。
刃渡りの長い包丁をナイフ投げのように軽々と使いこなすなど、常人に比べれば実力は高く、自称「プロの殺し屋」。しかしオーナーである宮内啓には顔を知られておらず、殺人ランクは低かったようである。蜘蛛たちによって他の家族と共に処分される。

### 殺し屋候補
幸せさがしの花子さん（しあわせさがしのはなこさん）
23話に登場。タレ目でぽっちゃりした風体の女性。本名は不明。
とにかくドが付く程に尋常ではない不幸体質で、結婚や同棲など、長い時間を共に過ごすと必ずその相手は死んでしまうという、極め付きに曰く付きの女性（死に至る理由、事象は完全にアトランダムであり、加えて彼女自身が何かをしているわけでもないので犯罪にすらならない）。
殺し屋として登録申請をしているが、新装版の第2巻描き下ろしマンガ「花子さんの幸せ探し」にて、職・殺への採用は見送られていたことが明らかとなった。最終話で再び登場し、ホームページが削除されたことを悲しんでいたが、後に斬13話でホームページ復活を喜んでいる姿が見られる。

### 御犬番
犬飼 満代（いぬかい みちよ）
警視庁警備局公安課総務第14課の課長、役職は警視。日本警察の創設者である犬飼源八郎直系・犬養一族の五代目当主。28歳。警察を護る組織「御犬番」を率いており、女の武器を駆使して御犬番を纏め上げる。共通の敵を殺すために志賀と組むことになって彼と関係を持つが、彼女も志賀に惹かれ始めており、小夜子に嫉妬したり、しおらしくなったりと普通の女性らしいかわいらしい一面を覗かせている。後に平松流によって四肢を切断された上に、強姦されてしまうが、小夜子の治癒能力と犬保志の治療によって、かろうじて回復に成功した。
職業・殺し屋。との対決によって主力となる犬を失い、たびたび職・殺と関わることになる。
犬淵（いぬぶち）
御犬番の一員。怪力ゴリラパンチ（蜘蛛談）で警察のためにならない人物を殴り殺す。右腕を失ってからはNASA製の義手と全身装甲を装着する。最後はモンドの機転により顔の一部を露出してしまい、蜘蛛に中から輪切りにされる。
小井沼（こいぬま）
御犬番の一員。鋼剣使いで、単純な性格の美少年。それなりに健闘したのだが、蜘蛛に細切れにされた。
狛犬（こまいぬ）
御犬番の一員。蟷螂に敗れたものの、重傷を負わせた。満代から「パピーちゃん」と呼ばれていたらしい。
犬保志（いぬほし）
御犬番の一員。満代の世話係で、満代のあらゆる状況に対応できるよう躾けられており、服と帽子がその状況に応じて変形する。常に客観的に物事を見ている。色々な意味でロボットのような少女。

### 公安
戌亥（いぬい）
犬飼一族の転覆を狙う警視庁公安課が御犬番に送り込んだスパイ。野太刀使い。長い髪を立てた美青年。職・殺と犬飼一族との衝突の際に正体を明かして満代の前から姿を消し、その後はある共産主義者の抹殺指令を受けている。マンティスと対峙しても余裕の表情を崩さず、互角にあしらうほどの凄腕。本人は御犬番の生活のほうが居心地が良かったらしく、堅苦しい公安としての任務に嫌気がさし始めている様子。
S・Bの7号と10号が満代を襲撃した際に再登場。圧倒的な不利を承知で応戦し、全身に傷を負いながらも満代を脱出させることに成功。その後なぶり殺しにされ掛けている所を、戻って来た満代の加勢を得て最後の反撃を試み、10号に一撃を返し撤退させる。務めを果たしたことに満足し、満代の腕の中で絶命した。

### SPIDER・BITE（スパイダー・バイト）
『斬』22話から登場。略称：S・B。独裁国家「Z国」の国家戦略暗殺部隊。約80年前に当時のZ国王の命令により、旧共産国家の科学者たちの協力の下、人体実験や拉致・略奪などの非道の果てに造り出された。その後、全世界の要所に71名のS・Bが配置され、身分と記憶を変えて潜伏している。本国で反乱を起こしたAYAこと00´号と、配下の3号、7号、10号、20号、37号が日本へ上陸し、職・殺との死闘を繰り広げた。
B・S（ビッグ・スパイダー）
Z国が最初に生み出したS・Bにして、かつてのS・Bの統率者。他のS・Bメンバーは全て彼を父親としている。蜘蛛の記憶では戦闘力、知力、指揮能力に優れた完璧な存在であり、逆らうことは死を意味するほどの絶対的な権限を持っていたが、00´号が起こした反乱によりZ国王ともども殺害された。
00´号（ゼロ・ダッシュ）
銀髪の蜘蛛（00号）の実弟で、彼の予備として生み出された存在。父親であるB・SとZ国王を殺害し、Z国王が持つ「世界中に散らばったS・Bを目覚めさせるキー」を奪ってS・Bの統率者となった。隊員からは「王」と呼ばれる。世界中の誰よりも強い最強の王『世界大王』を自称し、王なら何をやってもいい、誰よりも強ければ何をしても許されるという考え方のもとに、隊員達を率いて好き勝手にふるまっている。武器は棘が連なったような形の糸で、束ねると槍のような形状になる。
職・殺との最終決戦では蜘蛛と対戦。蜘蛛が繰り出す『蜘蛛の糸』二刀流を相手に互角以上に戦い、奥の手である「じゃじゃ蜘蛛」二連発すら満身創痍になりながらも凌ぎきった。だが、蜘蛛の挑発で逆上して冷静さを失い、彼が『蜘蛛の糸』を失ったと油断して止めを刺そうと近づいたところを、蜘蛛が隠し持っていたもう一本の『蜘蛛の糸』（彼本来の武器であり、先の二本は29号との対戦で手に入れたものだった）に刺されて敗れる。普通の子供としての生活にも憧れていたらしく、「ハンバーガーもっと食べたかった」とつぶやきながら絶命した。
3号
銀髪の蜘蛛（00号）とは双子の兄弟で、自称『卑しき卑屈な毒蜘蛛』。双子の兄弟ゆえか蜘蛛とは容姿がウリ二つであり、志賀了として変装した時は特殊能力者である小夜子を除き、他の誰もが気付かなかった。正体を現した後の姿は、髪型や蜘蛛のタトゥーの位置などに若干の差異が見られるものの、犬飼満代は蜘蛛本人と勘違いしてしまった。狡猾な性格で、相手の心理や体質の弱点を巧みに突く戦法を得意とする。また、普段は00´号に頭が上がらない風を装っているが、実はS・Bと職・殺の共倒れを狙っており、後に本性を現す。
最終決戦では、他のS・Bたちが戦う中で一人傍観しつつ、10号が倒された後に蜘蛛を装って蟷螂を倒すなど狡猾に立ち回る。そして00´号を倒しキーを奪って油断した蜘蛛を襲い、彼の左手を斬り飛ばして『蜘蛛の糸』を破壊。さらにキーを囮にして全身を切り刻み、瀕死の重傷を負わせる。過去にZ国王の命令でS・B開発に携わった科学者を始末した際、彼らから奪ったキーの試作品を隠し持っており、10年前に蜘蛛を目覚めさせるスイッチを押して彼に妻子を殺させた張本人だった。蜘蛛を殺した後はキーを使って世界中に散らばるS・Bを一人ずつ殺していこうと考えていたが、調子に乗って妻子の死の真相を蜘蛛に語った結果、怒りと悲しみが限界を突破した蜘蛛に「殺して全てを忘れなきゃ」モードを発現させてしまい、彼の最後の奥の手であったもう一本の『蜘蛛の糸』（20号から奪ったもの）でバラバラに切り刻まれて死亡した。
7号
フードを被った細目の男。顔の右半分に訓練中の事故で負った銃創があり、右目も潰れているため常に仮面で覆っている。十字状の剣を用いて戦うほか、背後からの奇襲に対しては背中全体に仕込んだ無数の刃で対処する。00´号の命令で宮内邸を襲撃し、綾子とAA、さらに啓も手にかけた。最終決戦では赤松の右腕を切断、殺害寸前まで行ったが、駆けつけた死条との戦いで圧倒され、彼の最後の一撃を受けて死亡。殺戮を求めるS・Bの中でも特に戦闘狂の性質が強く、赤松や死条などの強敵と戦った際には心底楽しんでいる様子を見せ、特に死条に対しては時代とともに廃れていくしかない死条皇神流の運命に自分たちの境遇を重ねて共感していた。
10号
S・Bで一番のスーパーハッカーであり、野村愛に匹敵するほど電子戦に長けた女性。戦闘では五又に分かれた『蜘蛛の糸』のような武器を用いる。また、強力な毒を仕込んだ針状の武器も持っている。最終決戦で蟷螂と戦い、彼女の鎌を壊して止めを刺そうとしたが、蟷螂が隠し持っていた髪の中の無数の鎌に切り裂かれ、残る右手の鎌で首を刎ねられ死亡した。
20号
銀髪の蜘蛛同様に『蜘蛛の糸』を操って戦う長髪男。奥の手として変装能力を有する。死条を呼び出し彼と戦闘するも、『蜘蛛の糸』を止められ右腕を破壊されるなど圧倒される。だが、油断して近づいた死条に対し響子に変装して動揺を誘い、その隙に彼を切り裂いて逆転勝利した。しかし、その直後に乱入してきた赤松と犬飼満代によって始末される。彼の『蜘蛛の糸』は満代に回収され、後に蜘蛛の最後の一手として使われた。
29号／岡本絵理子（偽名）／銀髪の女郎蜘蛛（ぎんぱつのじょろうぐも）
『斬』1-13話に登場。世界中に潜伏するS・Bメンバーの一人。3号によると、彼女は29号であったとのこと。「銀髪の女郎蜘蛛」とは、彼女を見た蜘蛛が呼んだ呼称である。
10年前、イギリスへやってきた彼女は長期潜伏するにあたって都合のいい存在であった岡本絵理子を殺害し、その存在と入れ替わっていた。その後、絵理子のありとあらゆることを調べた上、強力な自己催眠によって完璧になりきっていたが、売春マフィアの下を抜け出した日本人女性・上村春香（うえむら　はるか）と出会ってしまったことで絵里子が抱えていた「愛の渇望」が本来の意志を封印してしまった。その後、春香のために身を粉にして働き、売春まで行い、彼女とは肉体関係におよぶほど深く愛し合うこととなった。そのことを「日本人に汚された」と感じた本来の意志は怒りと殺意を溜め込み、徐々に外へ開放されていった。
殺人衝動として表へ出た彼女は、絵理子としての人格を取り払い殺人衝動を満たすため日本人女性の連続殺人を実行していたが、春香やめぐみを狙った際、蜘蛛に阻まれ失敗、運命の接触を果たす。以降、彼女は蜘蛛を殺さねば自らの意志の真の開放は無いと考えるようになり、ターゲットとして付け狙う。
決闘の際は「蜘蛛の糸」の二刀流を用いるなどして蜘蛛を追い詰めるが、春香の危機を前に自らが作り上げた絵理子の意志が目覚め、身体の自由を奪われたところを蜘蛛に斬られて死亡した。平穏な生活の中で自身の内に生まれた「二つの人格」に引き裂かれた彼女の立場は蜘蛛を含め世界中に潜伏しているS・B全てに共通する問題である。
名前の元ネタは中村繪里子と『THE IDOLM@STER』にて彼女が演じていた天海春香に由来する。
38号
顔中に傷のある壮年の大男で、炎を纏った『蜘蛛の糸』を操る。10年前、Z国の王より命令を受け火室家を粛清した過去があり、魔由香の両親を殺し館に火を放った張本人だった。時を経て再び火室家を襲撃。風間を倒し、魔由香も耐火服を破壊して犯したが、この男こそが自分たちの追い続けていた『両親の仇』であると知った魔由香と風間が執念で発動した『極上の炎の魔女』により、2人の道連れにされて炎に消えた。

### その他の関係者
海華（ハイフォア）
15-16話に登場。中国系ボディーガード兼暗殺者、海姉弟の姉。青酸カリが入っている流星錘と全身の毒による房中術での毒殺を得意とする。弟とは近親相愛の関係。
海洋（ハイヤン）
15-16話に登場。中国系ボディーガード兼暗殺者、海姉弟の弟。拳法使い。規格外のパンチ力を持つが、突然自分達を裏切った依頼者が発砲した機関銃の掃射から姉を庇い、死亡した。
立花 美礼（たちばな みれい）
『警察の犬』編に登場。職業・殺し屋。に「御犬番」の抹殺を依頼した、元女性警察官。唯一の家族だった兄もまた警察に属していた。しかし、その兄が警察内部の汚職を突き止めたため、警察組織を守る名目で「御犬番」によって事故に見せかけて殺される。また、汚職事件の証拠を保存したディスクを兄から託されており、それゆえ彼女もまた同様に「御犬番」から狙われている。そのためヘルス嬢に職業を変えて行方を隠しつつ「御犬番」への復讐の機会をうかがっていた。
「御犬番」事件を経て職業・殺し屋。と関わりを持つことになり、モンドの「初めて」の相手でもある。最終的には蜘蛛が兄の仇であった犬淵を殺し復讐を遂げるが、闇の殺人者である彼らとは最後まで分かり合えることなく、冷たい言葉とともに去っていった。
平松 流（ひらまつ ながれ）
『妖剣士』編に登場。犬飼満代が繰る剣術である葵真言流の剣術師範。心優しき美剣士であったのだが、悪性の脳腫瘍に侵され正気を失い、道場内の人間を皆殺しとした上に妹である円（まどか）を強姦して逃亡。逃走過程において無差別に人を斬り殺し、粛清のために参じた犬飼満代をも四肢切断し強姦した。腫瘍の影響で感覚が果てしなく研ぎ澄まされており、本来の実力と相乗して恐るべき剣技を繰る妖剣士と化している。蜘蛛と蟷螂をもってしても殺せなかったばかりか、蜘蛛に深手を負わせ2度までも追い詰めるほどの人を超えた鬼神の如き強さを発揮したが、妹の円を斬り殺してしまったことで正気に返り、忘我のまま蜘蛛に人として止めを刺され「妹殺し」という業を抱えながら高層ビルから身を投げた。
水月（みづき）
『非ずの村』編に登場。非ずの村の長で、500年前に地球に落下した異星人の生き残り。人を念で操り鬼に変える姉・日神火を倒すために職業・殺し屋。にアクセスし銀髪の蜘蛛と死条を呼ぶ。自らの卵子を用いて村人のクローン再生を繰り返していた。日神火の討滅後は蜘蛛たちの記憶を消して帰す（志賀は四条の山籠もりに付き合ったと差し替えられている）。自身は志賀の子を身籠ってマンションの隣室に暮らしている。
岩男 ヒサエ（いわお ヒサエ）
94、95話に登場。殺人家族の1人。家族設定は46歳の母親。
一見優しそうに見えるが、隣人の大型犬を包丁で刺殺し、ガスバーナーで黒コゲにするなど残忍な一面を持つ。背後から綾子に首を殴打され死亡。
岩男 マサキ（いわお マサキ）
94、95話に登場。殺人家族の1人。家族設定は25歳の長男で、粗暴な性格だが仕事は真面目なフリーター。
見た目の割に「家族」仲は良く、岩男を「父」としても「殺しの先輩」としても尊敬していた様子。大柄で強そうな見た目とは裏腹に実際の戦闘力は大したことはなく、背後から蜘蛛に顔を切断される。
岩男 ミユキ（いわお ミユキ）
94、95話に登場。殺人家族の一人。家族設定は20歳の妹で、美術系の専門学校生。
猫の生首で首飾りを作ろうとするなど、残酷趣味を持つ。マサキとは肉体関係がある様子で、啓にも関係を迫っていた。背後から蟷螂に顔を輪切りにされる。

### 一般人
部長（ぶちょう）もしくは課長（かちょう）
志賀、めぐみが勤める山谷設備の上司。
人間的にはいい人だが、年中会社の経費で風俗に通うことしか考えておらず、たびたび志賀と風俗に足を運ぶ（領収書は志賀がめぐみに渡している）。
性的描写からガタイがよく毛深い。独身のように奔放だが、第10話で妻子持ちと発言している。
第22話の志賀の回想で部長に昇格している。
山谷設備のOL
志賀、めぐみが勤める山谷設備の同僚。何の変哲もない一般人3名。志賀とめぐみをくっつけようとすることも多い。第13話「殺し屋の夏休み」によると27歳彼氏無し。
薫（かおる）
赤松と共に酒場を切り盛りしている。赤松からは「薫お嬢さん」と呼ばれ、慕われている。歳は大きく離れているも、赤松を愛している。もとは極道の組長の娘であり、学生時代は白眼視された腹いせに同級生に暴力を振るっていたが、赤松の強いビンタと説得で心を入れ替えた。
水原 響子（のちに四条響子）（みずはら きょうこ）
ホステスにして四条の妻。ラブラブで激しい夜を過ごしている。弾みで人を殺してしまい逃亡中だった四条を保護して助け、結婚後に四条が職・殺の仕事で家を長く留守にするようなことがあっても深く追求せずに受け入れている懐の広い女性。四条にとって彼女の存在は心の支えである一方、殺し屋としての弱点でもあり、蜘蛛やS・B20号との対戦ではいずれも実力では優位に立ちながら、彼女の存在を利用されて冷静さを失ったことが原因で敗北している。
後に四条の子を妊娠するが、それを伝える前に四条は最終決戦で帰らぬ人となった。その後生まれた男の子に「真（まこと）」と名づけて育てる。エピローグの四年後の描写では、蟷螂とママ友になって四条の帰りを待ち続ける姿が描かれている。
李 紅蘭（り こうらん）
『ロシアン・コンバット』編に登場。台湾出身の有力華僑の娘。ロシアン・コンバットの出場選手だったがグルガとの戦いを前に昂ぶった四条に犯されてしまい、大会を棄権する。翌日再び四条の前に現れ、今度は自ら彼に抱かれる。その目的は彼の子を身篭ることであった。ロシアン・コンバットの戦いで力尽きた四条と赤松たちを救出して帰国の手引きをした後、妊娠した四条との子供を世界一の武道家に鍛え上げて復讐することを告げて去っていった。復讐とは言いつつも、グルガとの戦いで攻撃を受ける四条を心配していたり、自身が鍛えた子供を殺しに差し向けると言いつつ、去り際も笑顔で別れを告げるなど、彼を憎からず思い再会を楽しみにしている節が見られる。
東條志郎（とうじょう しろう）
陸上自衛隊の統幕議長で犬飼満代の父の旧友。額に大きなイボがある大仏風の強面。『戦士の王国』編でK・Cに虎の子の精鋭SS部隊を壊滅させられ、さらにアメリカ軍がK・Cを抹殺するために日本へのミサイル攻撃を通告してきたことから『職業・殺し屋』へK・Cの抹殺を依頼する。S.Bの事件でも政府側の人間として尽力し、世間に知られることのない戦いを経て覚悟を決めた亜部総理に新しい風と未来を感じていた。
武部（たけべ）
『戦士の王国』編に登場。陸上自衛隊の精鋭SS部隊に所属する女性。階級は三佐。SS部隊がK・Cと交戦した際、他の隊員を全て殺され、自身も犯された揚句『WELCOME THE FOOL TO MY KINGDOM!（ようこそ愚者よ我が王国へ）』と屈辱的な傷を背中に刻まれた。
東條の命令で蜘蛛と組んで再度K・Cに挑むが、K・Cの奇襲にさらわれまたも犯されてしまう。使命感の強い気丈な女性で、最初の戦いでK・Cに孕まされ数日前に堕胎した身体で、しかも体内に爆弾を仕込んでK・Cもろとも自爆する覚悟で参戦していたことから、K・Cをして「見上げた軍人魂だ」と賞賛させた。最後はK・Cと蜘蛛の戦いの中、バートと協力してHK-13の奪取に成功し、勝利に貢献する。K・Cとの戦いの後、バートと無事結婚式を挙げている。
バート
『戦士の王国』編に登場。米陸軍特殊作戦軍グリーンベレー所属。階級は軍曹。
自信家で尊大な性格だがK・Cに部隊をあっさり壊滅させられた揚句、自慢の髭を剃られ侮辱される。雪辱を果たさんと銀髪の蜘蛛に弟子入りし、左頬に迷彩用ペイントで蜘蛛の入れ墨と同じ紋様を顔に描き入れてもらい「怒れる金髪の蜘蛛」を名乗る。特徴的な喋り方をする。最初は武部を嘲笑していたが、その軍人魂に触れ、尊敬に転じる。最終的には恋慕の情を抱く。K・Cとの最終決戦では武部と力を合わせて奮闘し、大規模テロを未然に防いだ。
その後帰国したが、後に武部と結ばれる。
亜部四郎（あべ しろう）
内閣総理大臣。「赤の党」による無差別テロ事件の際、個人的に職・殺に依頼してきた。S.Bの事件では事件解決に尽力した職業・殺し屋。の生き残りを保護対象とする事を厳命した。
佐藤一郎（さとう いちろう）
通称“マトリ”と呼ばれる厚生労働省の麻薬取締官。非常に几帳面な性格で「法」を順守し社会の乱れを許さない男。
第105-107話「公務員」において、とある大麻の密造・販売捜査でMr.AAとニアミスした。

### ターゲット
日出神 太光（ひずがみ たいこう）
聖プロミネンス教団の教祖。56歳。小夜子の父親。太陽の息吹の力を持ち、この世の神と謳われている。本名・松田有介（まつだ ゆうすけ）。歩くことすら困難なほどの肥満体型で、昔の面影は全くない。
15年前までは村役所の公務員であり、四国のある山村で末期の皮膚癌の中年農婦を完治させ、しばらくして自宅を本堂とし、聖プロミネンス教団の前身である太陽の光の会を創る。人々の信仰を得て、別人のようになった彼の奇行に心身疲れ果て娘を残し妻が失踪した。そして解脱し、日出神太光と名乗るようになった。金と欲に溺れるうちに太陽の息吹の力が退化してしまい、手に豆電球をつけ太陽の息吹に見せかけている。最期、蜘蛛に両足を切断され、小夜子に「よくもありがとう」と皮肉った別れを言われ、蜘蛛に殺害された。
渋谷部長（しぶや ぶちょう）
ターゲットのなかでは一般人の部類に入る部下のOLと不倫に励む管理職男性。
実の妻から「最も厳しいやり方で殺してほしい」との依頼を落札した死織とヘルプのモンドに、居酒屋で酔いつぶれたところを、死織の調理場である宮内ビルの廃墟まで連行される。
電機ノコギリで四肢を解体されて吊るされながらも、その際に痛みを感じさせないための麻酔を用いられたため幻覚のような過去の出来事がフラッシュバックしたり、死織とモンドの仕事最中の情事を否応なしに目撃することになる。
その後は覗かれていることを察知していた死織から悪さをした子どものごとく優しく注意され、モンドから依頼の経緯を説明されて現実であることを思い知らされたのちに、最終的に「仕上げ」としての解体を敢行されて煮込まれてしまう。
どこにでも存在する一般人がターゲットとなったため驚きをもって受け止められたが、「職業・殺し屋」に依頼された時点で一般人であろうと運命は決まっていたとされる。
日神火（ひみか）
非ずの村を襲撃する女。水月の実姉であり同じく異星人の生き残り。一族の中でも群を抜いて強い念を操り、人を鬼に変えていた。死条を鬼に変えて操り、無力化した蜘蛛も念に倒れるが、クローンとして再生されてきた村人たちが500年に渡って積み重ねた残留思念を収束した一撃によって滅びた。
イワノフ・ハシミコフ
ロシアの石油王。顔の左半分に大きな火傷の痕がある。
ロシアの最下層の階級の出身。裸一貫で大富豪となり、幼少時代の反動からか人間的な良識がマヒしてしまい、エゴイストと成り果ててしまう。究極のスリルを求めて「ロシアン・コンバット」を開催するに至った。
ロシアン・コンバットへの参戦を一時は拒否したアイアン・ペガサスこと天野和馬の団体を卑劣な手段で潰し、半ば強制的にロシアン・コンバットへの参戦を承諾させる。和馬はグルガとの試合で死亡し、復讐を誓った和馬の娘、メイによってロシアン・コンバットで父が得た賞金のほぼ全てを逆オークションに掛け、ターゲットにされた。
その後メイの（自白剤による）自白によって赤松と四条の正体を知るが、それもまたスリルであると感じ取ったイワノフは堂々と赤松を迎え入れ、四条vsグルガ、赤松vsイワノフの「ダブル・頂上対決」というカードで勝負する。しかし部下を皆殺しにされ、一時は赤松を追い詰めるもメイの捨て身の行為で立場は逆転。赤松の「菩薩の右（ストレート）」によってグルガとほぼ同じ瞬間に頭を吹き飛ばされて死亡した。なお、会場にいたセレブ達の裏工作もあったのか、彼の死は事故死として処理された。
武田 平（たけだ たいら）
27歳。国会にも議席をもつ左派政党「日本赤の党」代表。社会主義革命のために父親を含めた幹部を粛清し、配下の青年部を使ってテロを起こす。公安から派遣され潜入した戌亥に対して持論を語るも、別口で依頼を請けた蜘蛛に殺害される。
椿井 茂（つばい しげる）
58歳。不動産・観光サービス業のトップクラスで、アルカディアを始めとするリゾートホテルの数は膨大。
見た目は温和そうな渋めの紳士だが、その本性は正反対。趣味はゴルフだが、超がつくほどのド下手糞。ゴルフコンペでは椿井が優位になるよう部下が小細工していた。
とある小さな不動産会社の社長に土壇場で覆され、その腹癒せに金と権力でその社長の会社を潰した。しかしその数ヶ月後、その社長からの報復を受けて死ぬほどの恐怖を味わう。命こそは助かったもののそれが根強いトラウマとなり、セキュリティなしでは安心できなくなってしまう。しかしながらゴルフの時だけはセキュリティが甘いという隙を付かれ、細川とMr.AAとの共同作戦に於いて細川に射抜かれて死亡。
沢口 真理（さわぐち まり）
男のイチモツを切り取ってコレクションし、それでオナニーに耽るというイカレた女性。蟷螂曰く「平成版アベサダ」。
真理自身はコレクションを「愛する男達」と称しており、また自分から愛する者を奪った「私以外の女」に対して強い憎しみを抱いている。過去にたくさんの男達を「とんでもないマニアックな方法」で殺してきた経験からか、蟷螂をして「プロ並に殺しに長けてやがる」「私らと同じ闇の住人」と言わせるほどの実力者で、（視界を奪われた状態とは言え）蟷螂ですら感知出来ないくらいに完全に気配を絶つことが出来る。しかし、小夜子による『太陽の息吹』の力で魂の波動を感じることにより位置を特定され、蟷螂に殺害された。
K・C（キング・カーネル）
顔全体に包帯を巻いた老兵。本名・ロバート・ブラウン。84歳。1924年12月26日アメリカモンタナ州生まれ。
バート軍曹ら現在のグリーンベレー隊員からは『伝説のグリーンベレー』と呼ばれている。過去、退役軍人と称して教官職を任されていた際に訓練兵125名全てを虐殺しており、その際に訓練兵の未熟さと愛国心・忠誠心の無さを嘆き、兵としての価値が無いゆえに殺したと上官に語っている。彼自身その忠誠心と愛国心の2つの精神で鋼鉄の肉体を維持してきており、地球上・世界中で誰よりも米国を愛し、米国のために全身全霊で戦に貢献してきた。しかし、米国はそんな彼こそを危険分子とみなし、排除を試みた。彼が包帯を取り去った際の顔の傷痕はその際のもの。
天然痘の類似ウイルスから発展・改良したBC兵器『HK-13』を盗み出し、それを“誓いの証”と称して「自身の愛国心の源」「我が王国の象徴」「強さの象徴」としている。その狂おしいまでの脅威の下に自身のための独立国家を築き、富士樹海の洞窟に基地を造った。基地内は空調設備に自家発電、水に食料、武器弾薬と豊富な物資がある。調達元は在日米軍基地で、たった1人で潜入し、大規模な破壊活動を行い大量の軍事物資を盗み出している。
基地には『HK-13』を小型ミサイルに搭載して発射するための機構があり、米国が核攻撃の準備を始めたことをきっかけに発動を試みるが、奮い立ったバート軍曹と武部3佐によって『HK-13』を奪還される。隙を見せた所で蜘蛛による斬撃を受け、バート軍曹によるマシンガンの乱射と、グレネードランチャーによる砲撃で爆散した。
その戦闘能力は非常に高く、日本最強の精鋭部隊26人のうち武部3佐を除く25人を壊滅させ、遥か彼方の崖上から密集した原生林の中のグリーンベレー隊を狙撃、近接戦闘においてバート軍曹を除く全てを瞬く間に殺しつくした。凄まじいまでの筋力を有しており、自身をして「重さ2tの高速重爆」と称するほどの蹴り技を繰り出せるほか、蜘蛛ですら気付かぬ間に『蜘蛛の糸』に手榴弾を2つ括りつけるなどの俊敏な動きも可能。また、第103話の扉ページにて性交中の武部3佐を勃起力のみで持ち上げている描写があり、様々な意味で常人の域を遥かに超えていることがうかがえる。
神野 一（じんの はじめ）
今や世界最大の検索エンジンとなった『WORLD』を創設した天才プログラマー。地球上の全てのデータ化と完全保管を目的としている。その底知れぬ情報収集欲はまさに悪食であり、過去の情報、現在の情報に留まらず、未来までも手中にしようとしており、そのために未来検索サイト『ESS・（エス）』を開発した。この『ESS・』に職業・殺し屋の抹殺予告が掲載されたことにより、職業・殺し屋とWORLDの全面戦争が勃発する。
実は神野一は2人おり、しかも血の繋がった兄弟である。彼は通称『白神』と呼ばれる弟の方である。後述の赤神曰く「マジメで心配性（ビビリ）」とのことで、職業・殺し屋に手を出すことを恐れて止めようとしていたらしい。終盤で危機的な状況に陥り、本来は封印・削除対象であった禁断の言葉「ESS・の未来」をつい検索してしまう。しかし、白神の好奇心がそうさせることを見抜いていた野村愛により、検索を発動キーとし、WORLDおよびESS・に関する情報全てに喰らいつき、ESS・自身を含む全てを消去するという超極悪ウイルスを仕込まれていた。全てが消滅して錯乱する彼の背後にMr.AAのシルエットがあることから、彼によってトドメを刺されたことが示唆されている。
神野 一（じんの ひとつ）
神野一（じんの はじめ）の実兄で、漢字表記は同一。未来検索エンジン『ESS・』の発案者であり共同開発者。通称『赤神』。普段は一（はじめ）の側近の部下『金城（かねしろ）』を名乗ってトラブル対応などの裏方仕事を行っており、その正体を知る者は『WORLD』関係者でもごく僅か。首にぶら下げているドクロのペンダントは超小型通信機で、一（はじめ）との緊急連絡に使っている。
職業・殺し屋との戦争ではESS・狂信者を率いた自爆攻撃により、セカンドクラスをはじめとする多数の職業・殺し屋メンバーを殺害するが、その一般人をも巻き込んだテロ行為で日本中を大混乱に陥れた。実は彼こそが職業・殺し屋に対する戦争の仕掛け人で、ネットの大海を航海している際に出くわした『職業・殺し屋』という“本物”にそそられ、トコトン追求したくなった挙句、最終的には「職・殺に“アホ”しとーなってん」と、『ESS・』に抹殺予告を書き込んだ。知識欲の塊とも言うべき貪欲な男で、ESS・の信者を動かし、リスク度外視の総攻撃を仕掛けてきた理由を蜘蛛に尋ねられると「愉快い(おもろい)から」「好奇心を満たすため」というただそれだけと語り、蜘蛛をあきれさせた。
頭部のリーゼントの中にレーザー砲を隠し持っており、対峙した蜘蛛の腹部を貫いたが、とどめの発射ボタンを押すより早く蜘蛛に攻撃され、斬られて死亡。死ぬ間際もあの世の存在や天国地獄、幽霊などに対する好奇心がそそられ、愉快だと言って笑顔のまま絶命した。
新山 ハネル(にいやま ハネル)
『斬』14-15話に登場。大光栄社発行の漫画雑誌「週刊少年ゾンビ」の看板作家で、執筆作「海賊忍者ハンター」は単行本初版発行部数500万部、68巻におよぶ累計部数は3億部以上、各種営業利益が30億という超人気作である。
過去スランプに陥った際、グランドキャニオンへ行き取材という経験を経て立ち直ったことから、漫画家はドキュメント番組の戦場カメラマンみたいなものと考え、漫画の世界の住人達の日常をくまなく撮影し、紙とペンでありのままのリアルを描き伝えることを信条としている。それだけなら良かったのだが、同時にリアルを描き続けるためならどんなことでもするという歪んだ思想までも持つようになり、求めるリアルが描けない状態に陥ると発作を起こし、穏やかな表情と態度が一転、悪鬼羅刹のような顔となって暴れるようになる。最初は猫を殺すなどしていたが次第に行動がエスカレートし、ついには「体感部屋」という海賊忍者ハンターの世界観を再現した部屋で登場人物に扮した人間を殺さないと漫画が描けないようになってしまった。海賊忍者ハンターが無ければとっくに倒産していた大光栄社は、それを受け入れ全面協力している。新人編集の野木がターゲットにされた際も、上司の高畑編集長に「漫画のために死んでくれ」と言われてしまった。
ハネルが殺害した人達の家族から依頼を受けたMr.AAは、世の中に与える影響を必死に主張するハネルの言葉を「漫画に興味ないんだ」とバッサリ切り捨てた。彼はマンガなどなくても別に生きていけるというMr.AAの言葉に涙を流しつつ、もっと漫画を描きたいと絶望して息絶えた。
船木 勝美（ふなき かつみ）
『斬』16-17話に登場。路地裏に潜む殺人鬼で、先端に蜂の毒を塗り、蜂を模した柄が付いたフルーレ（剣）を武器としている。被害者の傷痕と検死結果から「KILLER BEE」と呼ばれ、人々の間では都市伝説となっている。
その正体は元男子フェンシング日本代表のオリンピック金メダリストで、かつて世界の頂点に君臨した際、プライドからスポーツとしてのフェンシングなどもう意味は無いと卒業した。しかし、刺すことが誰よりも何よりも大好きで、人間を刺したいという欲望を抱いたころに「職業・殺し屋」と巡り会い、入会するも閉鎖してしまったという経緯がある。フェンシングの演台であるピストに近い環境である路地裏では凄まじいまでの強さを誇り、職・殺最強クラスの蜘蛛と蟷螂を一度は撤退に追い込んだ。
しかし、後に路地裏の狭さを逆手に取った蜘蛛の奇策「じゃじゃ蜘蛛」に巻き込まれる形で絶命した。
清水 悠（しみず たくみ）
『斬』19-21話に登場。KT大学理工学部3回生。ねずみ講で荒稼ぎしている外道。数学を愛する一二三からすれば、清水が使う「幼稚で醜い数式」「穢れた汚い数式」は反吐が出るものであり、美しい数式の世界と穢れなき虚数をねずみ講で真っ黒に汚したことは到底許せるものではなかった。用心棒であるチンピラ達を雇いボディガードとするなど用意周到ではあるが、一二三のヘルプであったYOU相手では全くの無力だった。

## 長編
基本的に一話完結か前編後編で完結するが、長編となる話も多い。
警察の犬
単行本：第24話 - 第32話（4 - 5巻）
依頼人：立花美礼
落札者：蟷螂（追加仕事）
ヘルプ：蜘蛛 死織 モンド
ターゲット：御犬番
依頼を受けた蟷螂はターゲット始末に向かうも御犬番の狛犬に先を越され、戦闘となり重傷を負う。会社では無断欠席をするめぐみを同僚たちが心配し、様子を見に行った志賀はめぐみのマンションに潜入する。隠れていためぐみは志賀に襲いかかるが、侵入者を志賀と認識しそのまま昏睡状態に陥る。小夜子に傷を癒してもらい、何とか一命を取り留めるめぐみ。しかし、浮かれて仕事を失敗したことを悔やむが、志賀の説教で気を取り直す。宮内啓に許可を受けた志賀は1人でヘルスにいる依頼者立花美礼と接触をする。
双頭の蛇
単行本：第35話 - 第40話（6巻）
依頼人：宮内啓
落札者：宮内啓からの命令（蜘蛛 赤松 薫）
ヘルプ：なし
ターゲット：双頭の蛇
蜘蛛は1人仕事に行きターゲットを待っていたが、赤松と薫に嵌められ襲撃される。赤松の菩薩の右で右腕を複雑骨折させられ窮地に立たされるも、赤松の心臓の発作により立場は逆転する。蟷螂と合流し、彼らの素生を聞き出す蜘蛛。薫は極道の組長である父を職業・殺し屋。のメンバーに殺害され、自身も犯されていた。今回の仕事は、職業・殺し屋。のルールを破った新顔の二人組の殺し屋、双頭の蛇の処分であり、蜘蛛は赤松と薫と共に双頭の蛇の処分へと向かう。
ロシアン・コンバット
単行本：第46話 - 第57話（7 - 9巻）
依頼人：天野メイ
落札者：死条誠
ヘルプ：赤松
ターゲット：イワノフ・ハシミコフ、王者グルガ
ロシアの石油王イワノフ・ハシミコフが開催したロシアン・コンバット。それはそれぞれの欲望を満たすための魔の巣窟であった。そんな裏のある試合に今回の依頼者の父アイアン・ペガサスは強制的に参加させられてしまう。次々と勝ち上がっていくアイアン・ペガサスの前に、ロシアン・コンバット最強の王者グルガが姿を表す。アイアン・ペガサスは有利に立つも、グルガの怒りの前には勝てず絶命。遺体にも攻撃が続けられ首を噛み千切られる。父の仇を討つべく、今回の依頼者天野メイは死条、赤松と共にロシアへと向かう。
妖剣士
単行本：第59話 - 第69話（9 - 10巻）
依頼人：平松円
落札者：宮内啓の特権（蜘蛛 蟷螂）
ヘルプ：なし
ターゲット：平松流
蜘蛛と蟷螂は職業・殺し屋。のオーナー宮内啓に呼び出されたが、そこで謎の武装集団に襲われる。圧倒的な力で敵を倒していく2人。そこへ突如現れた宮内啓により戦闘を中止させられ、引き合わされたのは警察庁御犬番の犬飼満代であった。満代は、職業・殺し屋。に有力な手駒を殺害されてしまい、仕方なく職業・殺し屋。に頼み込みに来たのだ。今回の依頼者平松円からの、義兄である平松流殺害の依頼である。警視庁が平松流の捜査に全力を挙げる中、4人の小学生が無残にも惨殺される事件が起こり、犯人は平松流と断定される。そして武装部隊からの連絡で満代は街外れの古い工場跡地に向かう。
異色ユニット
単行本：第70話 - 第74話（10巻）
依頼人：椿井茂に恨みを持つ56人
落札者：数学大好き
ヘルプ：Mr.AA
ターゲット：椿井茂
細川一二三は同じ大学の生徒であり、恋人である須山京子と共に南の島のリゾートホテルに職殺の仕事として来ていた。2週間前、大好きな数式をメモしようとしたばかりにコーヒーをキーボードに溢してしまい、誤って1円で仕事を落札してしまう。オーナーである宮内啓に問い合わせるも、変更できないと言われ仕事を引き受けることとなった。同じく落札最低額を提示したMr.AAと共に仕事をすることになるが、Mr.AAはウブで人に顔を見られることを嫌っており、一二三も誰かに見られていないと殺しの数式の証明が出来ず、ここに異色のユニットが誕生した。
非ずの村
単行本：第80話 - 第89話（11 - 12巻）
依頼人：水月
落札者：蜘蛛
ヘルプ：死条誠
ターゲット：日神火
志賀と四条はある山の奥地にある非ずの村へ来ていた。そこは一種の独特の田舎のような雰囲気が漂っている村であった。その夜、夜食中に水月の姉日神火が鬼と共に非ずの村へと襲撃してきた。志賀たちは困惑するも、すぐさま戦闘態勢に入り、圧倒的な力で鬼を蹴散らしていく。しかし、女鬼（義田）の腹部に死条が手刀を入れた後、体内に飼っていた4匹の蛇と蝮に手を噛まれ、さらに下僕たちが吐き出した毒虫・毒蛇と共に巨人となる。志賀の攻撃により崩れ落ち、日神火も一旦手を引く。そして水月の口からこの村の真相について語られる。
戦士の王国
単行本：第96話 - 第104話（13 - 14巻）
依頼人：東條志郎
落札者：蜘蛛
ヘルプ：なし
ターゲット：K・C
志賀は、自衛隊の東條志郎に日本最強の精鋭部隊26人を殺害した男、K・C殺害を依頼され、精鋭部隊唯一の生存者である武部と共に富士山麗を目指す。その道中、米陸軍特殊作戦群グリーンベレーに捕まるが、密林からK・Cに狙撃されバート以外の隊員が死去してしまう。K・Cとの戦闘で武部は失神し、爆風に紛れ高らかに笑いながら武部を抱え密林へと消えていった。プライドをズタズタに引き裂かれたバートは、志賀と共にK・Cを追うことになった。
ワールド
単行本：第109話 - 第117話（15巻）
依頼人：宮内啓
落札者：宮内啓からの命令（殺し屋全般）
ヘルプ：なし
ターゲット：神野一

## 職業・殺し屋。逆オークションシステム

### 逆オークションルール
- 依頼人から提示された金額からスタート。通常のネットオークションのように期限内に最高値を提示した者が権利を持つシステムではなく、期限内にゼロに近い値段を提示した者のみが依頼を請けることが出来るシステム。競争入札に近い。ただし無料落札は禁止されている。例外的に、即決の落札額もある。
- 依頼料金は落札額以外の残金は、殆どの場合依頼者もしくはその家族に返却している（独り占めをしていると思われて反乱を招くのを防ぐため）。ただし、依頼者側が自分の意思で受け取らないケースもあり、その場合はオーナーである啓が責任を持って預かっている。
- 競り落とした殺し屋は、オークションに参加した仲間をヘルプとして手伝わせることが出来る。ただしこれは必ずというわけではなく、表の仕事の都合などでどうしてもできないときは、代理を頼むか落札者の了承があればよい。
- 競り落とした殺し屋およびそのヘルプはオーナーからの特例をもらった場合以外、依頼者と直接接触・面会してはならない。
- 競り落とした殺し屋は、何があっても仕事を完了しなければならない（そのため偶然にも落札者が複数発生した場合は、落札者同士の意思や主義・主張に関係なく協力しなくてはならなくなる）。
- 競り落とした殺し屋は、仕事完了後に写真、ビデオ映像、デジタルカメラ画像、ネットカメラ、立会人（主にヘルプ）の証言等を用いて依頼者に仕事完了の報告をする義務がある。
- 当初「職業・殺し屋。」の人間も殺害対象にできるシステム上の不備があったが、宮内啓の同級生が嫉妬から田島綾子殺害を依頼したこともあり、システムを修正した。なお、このとき、田島綾子は殺害されず、本人が依頼者の住居に侵入した上、殺そうとまでしたが、何らの処分もされていない。依頼を落札した殺し屋が誰で、どうなったかは不明。
- 脱会は可能。脱会そのものにはペナルティは設けられていないが、唯一の条件として殺し屋であった時のデータなどはそのまま残され、脱会者が依頼の妨害、ハッキングなどの「職業・殺し屋。」の迷惑になる行為をした場合はそのまま粛正対象になる。逆に何もせずにいれば放逐される。

### 禁止事項
これらを過度に破った者は裏切者として認定され、オーナー命令により抹殺対象に指定される。
- 無料での落札
- 依頼人から依頼料以外の金や、高額の金（「職業・殺し屋。」用に用意した数ある架空口座に振り込まれた依頼料金そのままなど）を得ること。
- オーナー指令外での依頼人への接触。
- 依頼者の殺害。
- 落札後のキャンセル（いかなる理由であっても）。
- 自殺志願者の殺害。
- 目撃者の未処分（これは例外あり）。
- 裏切者、粛正者以外での「職業・殺し屋。」同士の殺し合い。

## 解説
- 主人公・志賀了を始めとするキャラクターの造形やネーミングなどに、過去の様々な有名創作作品などへのオマージュが窺われる。特に、「個性的な必殺技を用いる殺し屋をメインキャラに据えている」「メンバーの一人、中村忠の愛称が『モンド』」「組織に来た殺しの依頼を競りにかけ、最安値で落札した構成員が依頼を請け負うシステム」などの点から、時代劇「必殺シリーズ」（中でも、入札制度が前面に出た「新・必殺仕置人」および「必殺仕事人V・激闘編」）の強い影響が見て取れる。
- 寺寒須などの地名のネーミング、職業・殺し屋。でのオークションでの書き込みなどに2ちゃんねるの影響も見受けられる。
- シリアスもしくは殺しの場面の圧倒的な画と、ギャグの場面のファンシーな画のギャップが非常に強く、シリアスマンガ・ギャグマンガの双方の観点から楽しめる作品となっている。
- 青年誌の中では性描写に寛容とされる『ヤングアニマル』作品の中でも特に表現が激しく、成年向け漫画との違いは局部描写の有無程度に過ぎない場面も多々ある。ただし、グロ描写の激しさも別な意味で「成年向け」に近く、またキャラクターの内面描写はさらに鬼気迫るものがあり、作品全体の「実用度」は著しく低い。